# Automobilindustrie in Nigeria
Nigeria hat einen Markt von 720.000 Autos pro Jahr, von denen jedoch weniger als 20 % im Inland produziert werden.

## Einheimische Hersteller

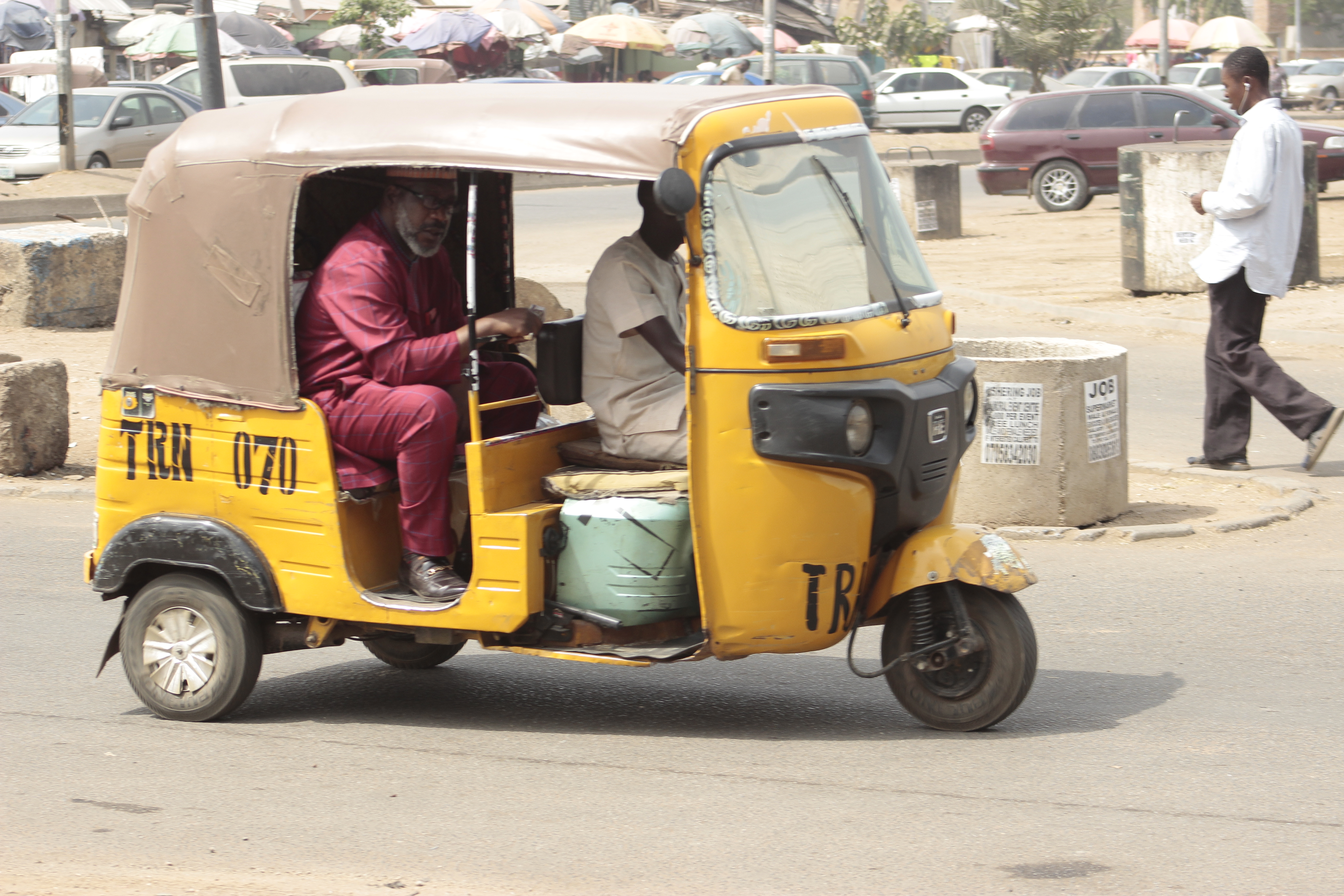
„Keke“ in Nigeria

Ein einheimischer Automobilhersteller, Innoson Vehicle Manufacturing, befindet sich in Nnewi im Bundesstaat Anambra. Es stellt Busse, Geländewagen und seit Mai 2022 die in Nigeria allgegenwärtigen Trikes („Kekes“) her. Diese wurden bislang aus Fernost importiert. Die Herstellung im eigenen Land ermöglicht es Innoson, die ausländischen Keke-Modelle preislich deutlich zu unterbieten.
Ein weiterer lokaler Automobilhersteller ist Nord Automobiles Ltd. Nord hat zwei Montagewerke: eines in Sangotedo/Lekki, wo derzeit alle acht Modelle montiert werden; ein Werk in Epe befindet sich noch im Bau. Das Unternehmen stellt derzeit seine eigenen Kunststoffteile her und plant, in Zukunft auch Stahlteile zu stanzen. Im November 2022 eröffnete Nord eine Montageanlage auf dem Gelände der Universität UNILAG.
In Ishara, 30 km nordöstlich von Lagos, stellt das Rüstungsunternehmen Proforce Ltd. gepanzerte Fahrzeuge her, unter anderem Mine Resistant Ambush Protected Vehicle (MRAP) des Typs „Ara“. Im März 2022 konnte Proforce eine unbekannte Anzahl von gepanzerten Fahrzeugen nach Belarus verkaufen. Dies ist das erste Mal, dass in Nigeria hergestellte Fahrzeuge in ein europäisches Land exportiert wurden.
OMAA Motors stellt Minibusse her, die mit Benzin oder Erdgas oder (seit Juni 2022) mit beidem betrieben werden. OMAA Motors hat seinen Sitz in Igbo-Ukwu, Anambra State.
Phoenix Renewables stellt in Maiduguri, Borno State, solarbetriebene Fahrzeuge her.

## Ausländische Automobilhersteller

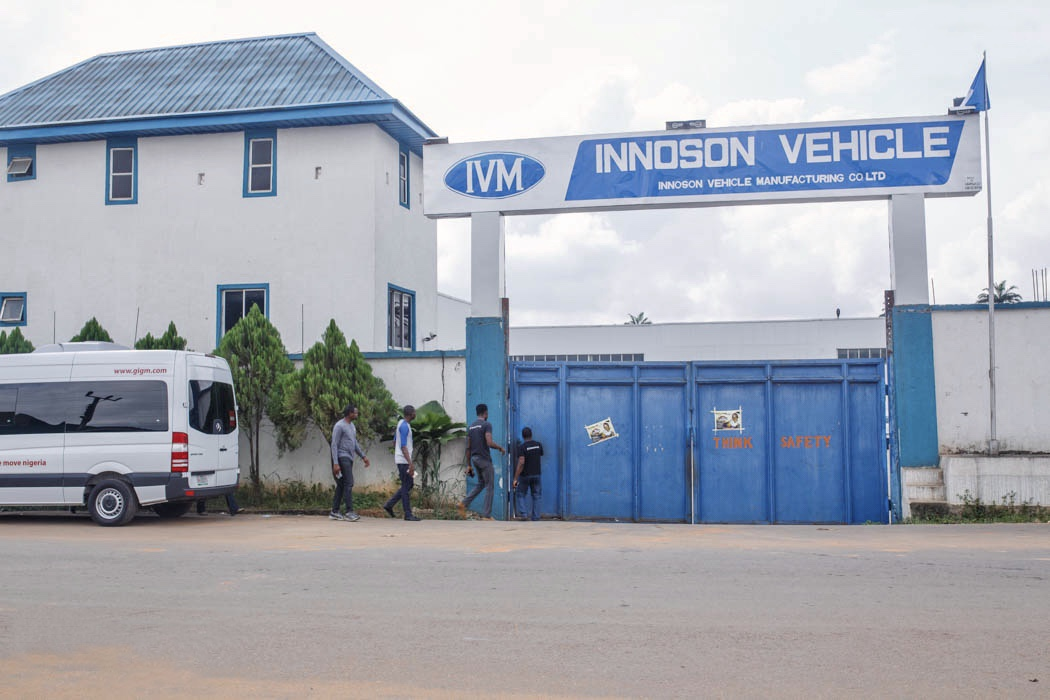
Innoson Vehicles im Bundesstaat Anambra

Der produktivste ausländische Automobilhersteller auf nigerianischem Boden ist Peugeot Automobiles Nigeria (PAN) in Kaduna. Im April 2022 verkaufte Peugeot seine Anteile, die Aliko Dangote, mutmaßlich Nigerias reichster Mann, übernahm. Gleichzeitig wurde der Firmenname in DPAN geändert. Anfänglich wurden vor allem die chinesischen Marken Chery und Higer mit vorproduzierten Teilen montiert. Im September 2022 weihte DPAN sein neues Autowerk in Kaduna ein. Mit einer Anfangskapazität von 120 Fahrzeugen pro Tag wird dieses Werk 43.800 Fahrzeuge pro Jahr produzieren. Der 301 ist das erste Modell, das montiert wird, gefolgt vom Landtrek, 3008, 5008 und dem neuen 508.
Die Stallion Group montiert in Lagos jährlich 45.000 Autos der Marke Volkswagen. Volkswagen of Nigeria Ltd. produzierte seit 1975 PKWs (das Modell VW1300, ein Käfer mit Automatikgetriebe) für den westafrikanischen Markt. 1976 fertigte Volkswagen of Nigeria über 16.000 Fahrzeuge (den Passat, den Brasilia und den Audi 100) und steigerte ihren Marktanteil bei den Pkw auf 23,5 Prozent und bei Nutzfahrzeugen 16,8 Prozent. Devisenmangel führte 1982 zu staatlichen Einfuhrbeschränkungen und Produktionsdrosselungen der importabhängigen Industrien. Erst 1985 konnte man wieder kontinuierlich produzieren, nachdem ein Handelsabkommen zwischen Nigeria und Brasilien die Materialversorgung verbesserte. Volkswagen do Brasil lieferte Fahrzeugteile; Brasilien erhielt Erdöl aus Nigeria. 1990 entschloss sich der Volkswagen-Konzern zu einem geordneten Rückzug aus dem Nigeria-Geschäft. Die Kapazitätsauslastung des Werks in Lagos lag bei fünf Prozent, und den minimalen Erträgen aus dem Liefergeschäft standen hohe Verbindlichkeiten gegenüber. 1992 scheiterten Verhandlungen über den Verkauf an eine nigerianische Unternehmensgruppe. 1994 zog Volkswagen die letzten deutschen Mitarbeiter ab. Danach ruhte die Produktion. Im April 2006 verkaufte die Volkswagen AG ihre Restanteile an die Barbedos Ventures Ltd. Bei der vollständigen Übernahme durch Stallion 2011 war Volkswagen of Nigeria hoch verschuldet und wurde die Produktionsanlage zur Lagerung von Reis, Dünger und gemahlenem Nussöl verwendet. Der Ortsteil von Lagos, in dem die Produktionsanlage stand, heißt weiterhin „Volkswagen“. Die dortige Station der neuen S-Bahn von Lagos trägt den gleichen Namen.
Stallion montiert Nissan-Modelle im Westen von Lagos.
Coscharis betreibt in Ikeja, einem Vorort von Lagos, seit 2015 eine Montageanlage für Modelle von Ford (Ranger) und Renault (Duster, Logan) mit einer Kapazität von 5.000 Fahrzeugen im Jahr. Die Bauteile werden aus Südafrika geliefert. Im September 2022 erhielt Coscharis die Auszeichnung „Outstanding Auto Assembling Company Award“.
Globe Motors in Lekki, Lagos, montiert seit 2018 für Hyundai aus vorgefertigten Teilen 6.000 Fahrzeuge im Jahr.